# Philippe Garbani
Philippe Garbani, né le 2 avril 1946 à Bienne, est une personnalité politique suisse, membre du parti socialiste suisse.

## Biographie
En 1971, il crée à Bienne le premier centre de consultations pour toxicomanes en Suisse appelé « Drop-In », qui fusionne en 1998 avec les autres centres de consultations du canton de Berne dans le cadre de la Fondation Réseau-Contact. Il participe également à la fondation de l'Association ARUD qui gère le centre SUPRAX Bienne (Centre de prescription médicale de méthadone et d'héroïne).
De 1982 à 1992, il est membre de la commission fédérale des stupéfiants, de la sous-commission « drogues » et de la commission d'experts du Conseil fédéral chargée de préparer la révision de la loi fédérale des stupéfiants. À ce titre, il corédige deux rapports fédéraux sur la politique en matière de drogues en 1984 et 1989.
Élu en 1989 au Conseil de Ville (parlement) de la ville de Bienne sur la liste du parti socialiste alémanique, il est membre de la commission des finances et de la commission de gestion et président du groupe parlementaire socialiste de 1996 à 1999.[réf. nécessaire]
En 1999, il est élu comme préfet du district de Bienne, puis réélu en 2003 et 2007, il est membre du conseil régional de 2000 à 2006, puis du comité de l'association des préfets bernois, délégué du canton de Berne à l'Association européenne des représentants territoriaux de l'État (AERTE). Il est, avec le maire de Bienne Hans Stöckli, l'un des plus fermes soutiens de l'organisation en 2002 d'une exposition nationale dans la région des Trois-Lacs (Expo02). Lors de la suppression du district bilingue de Bienne au 1er janvier 2010, Philippe Garbani est nommé par le Conseil-exécutif bernois préfet-suppléant du nouvel arrondissement administratif de Biel/Bienne, fonction qu'il occupe jusqu'à fin avril 2011.
Engagé dans la société civile, il est notamment vice-président du Conseil d'administration de Mon Repos SA, établissement médico-social à La Neuveville (BE) jusqu'en juin 2014, membre du comité de l'Association pour l'habitat social « Casa Nostra » à Bienne, du comité de la Ligue pulmonaire à Bienne et du comité de la section « fonctionnaires supérieurs » de l'Association du personnel de l'État de Berne (APEB), jusqu'en avril 2014. Membre du comité de patronage de l'Orchestre Symphonique de Bienne jusqu'en 2011, vice-président de la Société Philharmonique de Bienne, il est élu en janvier 2011 Président de la Fédération jurassienne de musique (FJM), charge qu'il gardera jusqu'en janvier 2015 ; président d l'Association pour une collection d'études littéraires (ACEL) de 2014 à 2017, ainsi que membre du comité du Groupe retraités du Syndicat des Services publics (ssp-VPOD) à Bienne, depuis 2015.

## Publications
Il est l'auteur de nombreux articles sur la toxicomanie, la prévention, le droit de la drogue, le syndicalisme, le système politique suisse et, avec Jean Schmid, d'un ouvrage sur l'histoire de l'Union syndicale suisse.
- Philippe Garbani et Jean Schmid, Le Syndicalisme Suisse - Histoire politique de l'Union Syndicale, Lausanne, Éditions en bas, 1980 (ISBN 2829000188)
- Philippe Garbani et Ginevra Signer, Arthur Villard 1917-1995, Une vie pour la paix et la justice, éd. Groupe de travail ad hoc, Bienne, 2017.